# Friedrich von Grote (Politiker)

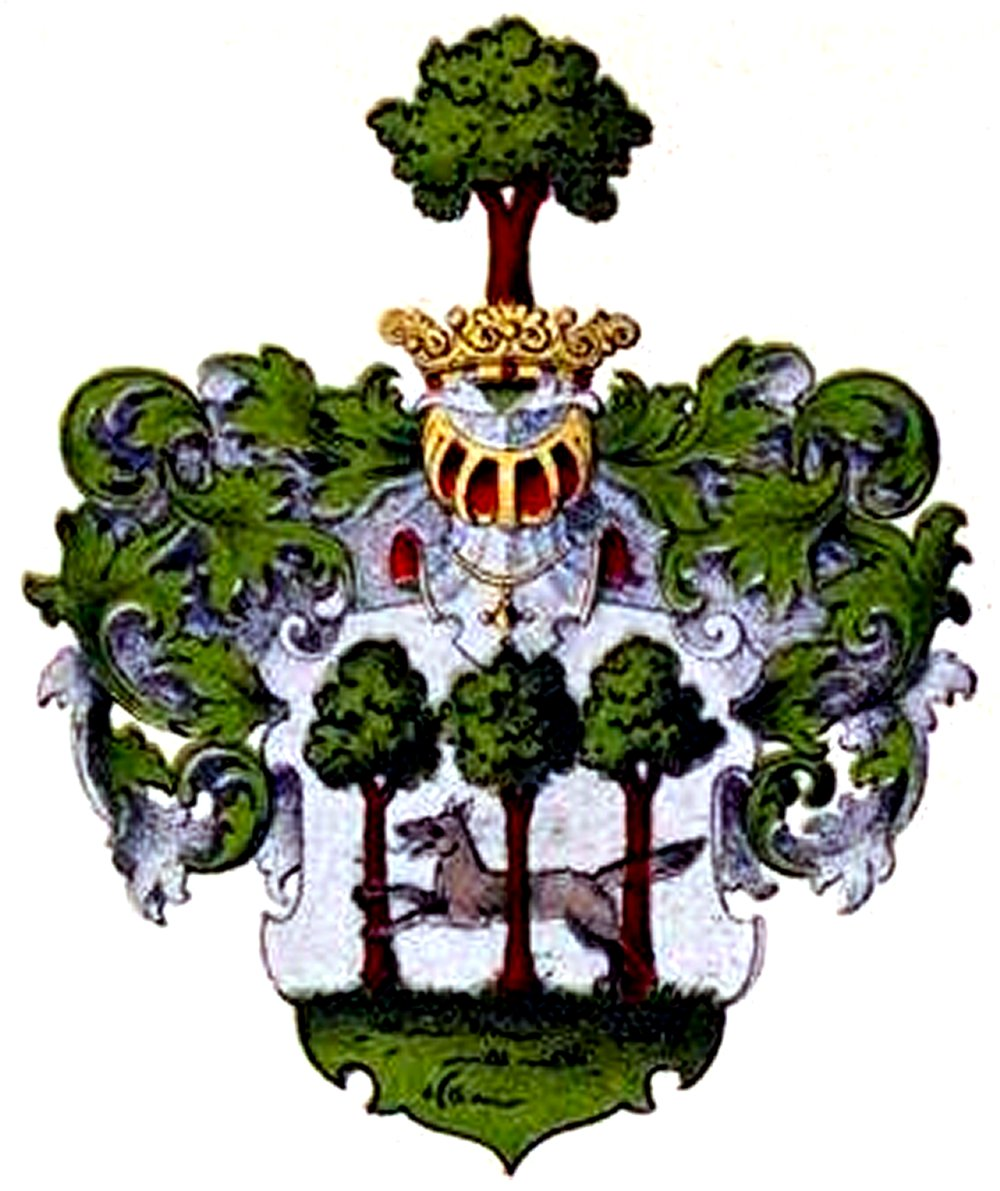
Familienwappen der deutsch-baltischen Adelsfamilie von Grote

Friedrich von Grote (* 2. Dezember 1768 in Riga; † 30. September 1836 auf dem Heringshof (Livland)) war ein deutsch-baltischer Landespolitiker und Landmarschall in Livland. Er war Erbherr auf Naukschen, Puderküll, Heringshof.

## Leben
Friedrich von Grote studierte 1785 in Göttingen an der Georg-August-Universität und 1787 an der Universität Leipzig Rechtswissenschaft. Danach begab er sich auf Reisen und trat als russischer Kornett in das Husaren-Leibgarde-Regiment ein. Nach seinem Dienst in der Kaiserlich-russischen Armee wurde er Mitbegründer der Livländischen Adligen Güterkreditsozietät, 1806 bis 1809 war er dort Oberdirektionsrat und von 1809 bis 1810 Oberdirektor. Seine politische Laufbahn begann mit der Wahl zum Kreisabgeordneten von Riga. 1830 wurde er zum Landmarschall des livländischen Landtages gewählt und war ab 1833 bis zu seinem Tode im Jahr 1836 Landrat in Livland. Er galt als Mäzen mehrerer sozialer Organisationen und unterstützte insbesondere junge Leute beim Theologie- oder Medizinstudium. Für seine vaterländischen Verdienste wurde er mit dem Russischen Orden der Heiligen Anna, II. Klasse und dem russischen Orden des Heiligen Wladimir , IV. Klasse dekoriert.

## Herkunft und Familie
Sein Vater war der Kaufmann Adam Heinrich von Grote (1735–1817), er war Ältermann in der Großen Gilde zu Riga sowie Herr auf Naukschen, Puderküll, Heringshof und Jummerdehn war. Dieser war mit Anne Margarete von Barber (1744–1825), der Erbin von Taurup verheiratet. Friedrich heiratete 1796 Friedericke von Gersdorff, ihre Nachkommen waren:
- Heinrich Wilhelm von Grote (1797–1878), Herr auf Naukschen, russischer Rittmeister und Staatsrat ⚭ Isabelle Gräfin von der Borch-Lubeschütz (1799–1862)
- Moritz Friedrich von Grote (1799–1884), Herr auf Lemburg, Carolen, Kawersdorf und Langensee, Taurup und Kummerdehn, russischer Oberst und livländischer Landrat ⚭ Anette von der Borch-Lubeschütz (1801–1868)